# 山东省历史文化名城
山东省历史文化名城由山东省政府公布，现有10座。
- 2000年以前公布的10座[2]，其中4座已升格为中国历史文化名城
  - 泰安（2007年3月9日升格为中国历史文化名城）
  - 济宁
  - 青州（2013年11月18日升格为中国历史文化名城[3]
  - 淄博
  - 蓬莱（2011年5月1日升格为中国历史文化名城）
  - 潍坊
  - 临沂
  - 临清
  - 莒县
  - 烟台（1999年4月，2013年7月28日升格为中国历史文化名城）

- 惠民（2003年）
- 枣庄
- 滕州（2009年）
- 文登（2009年）[4]